# Функционализм (архитектура)

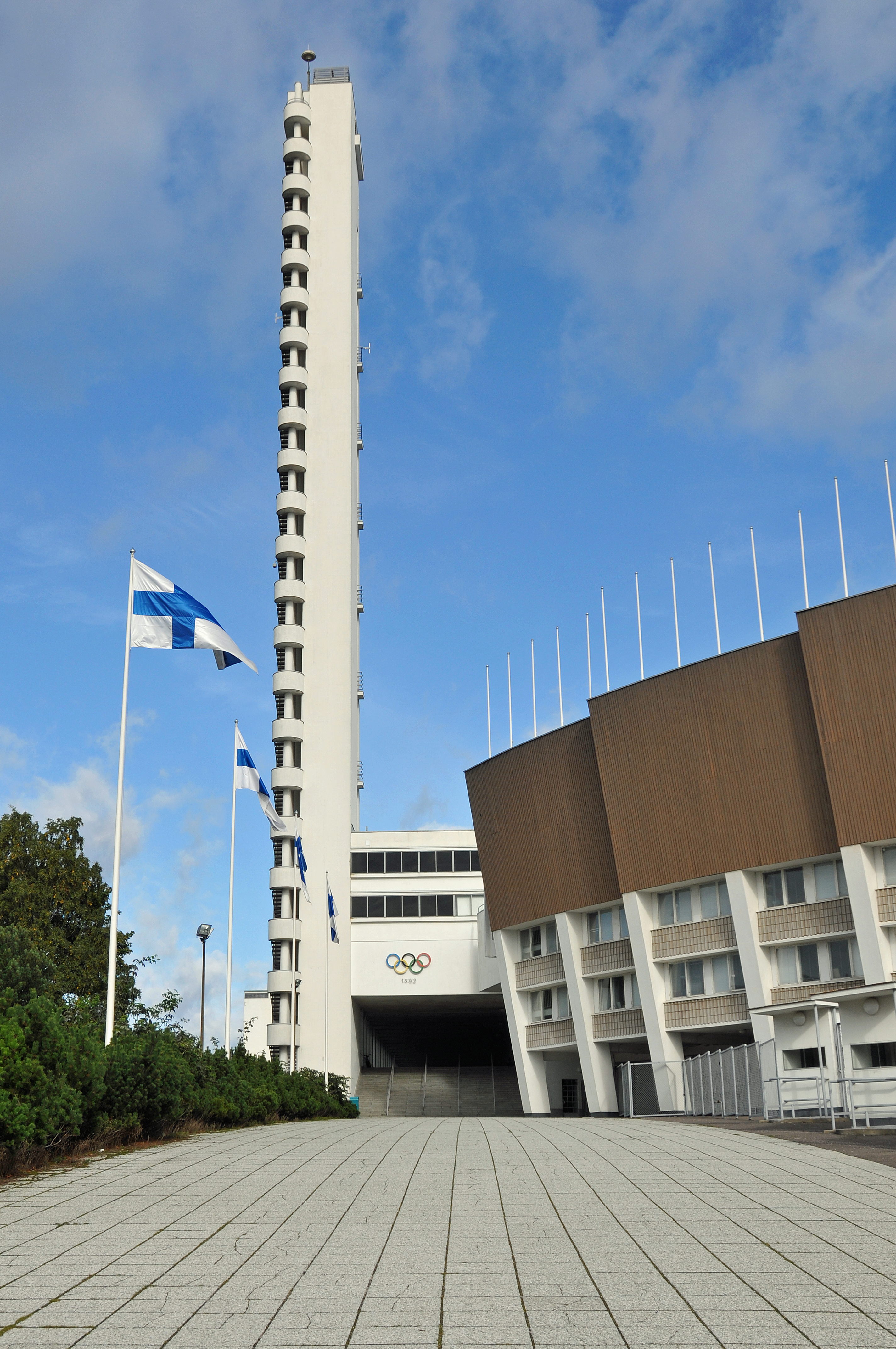
Башня Олимпийского стадиона в Хельсинки (1934—1938)

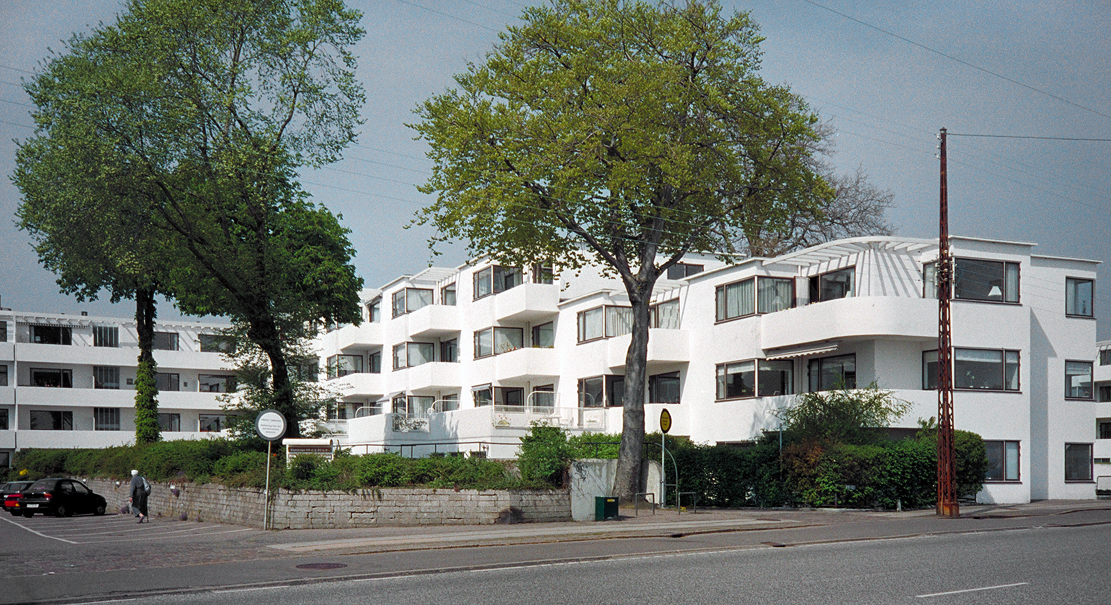
Bellavista Denmark Арне Якобсена (1934)

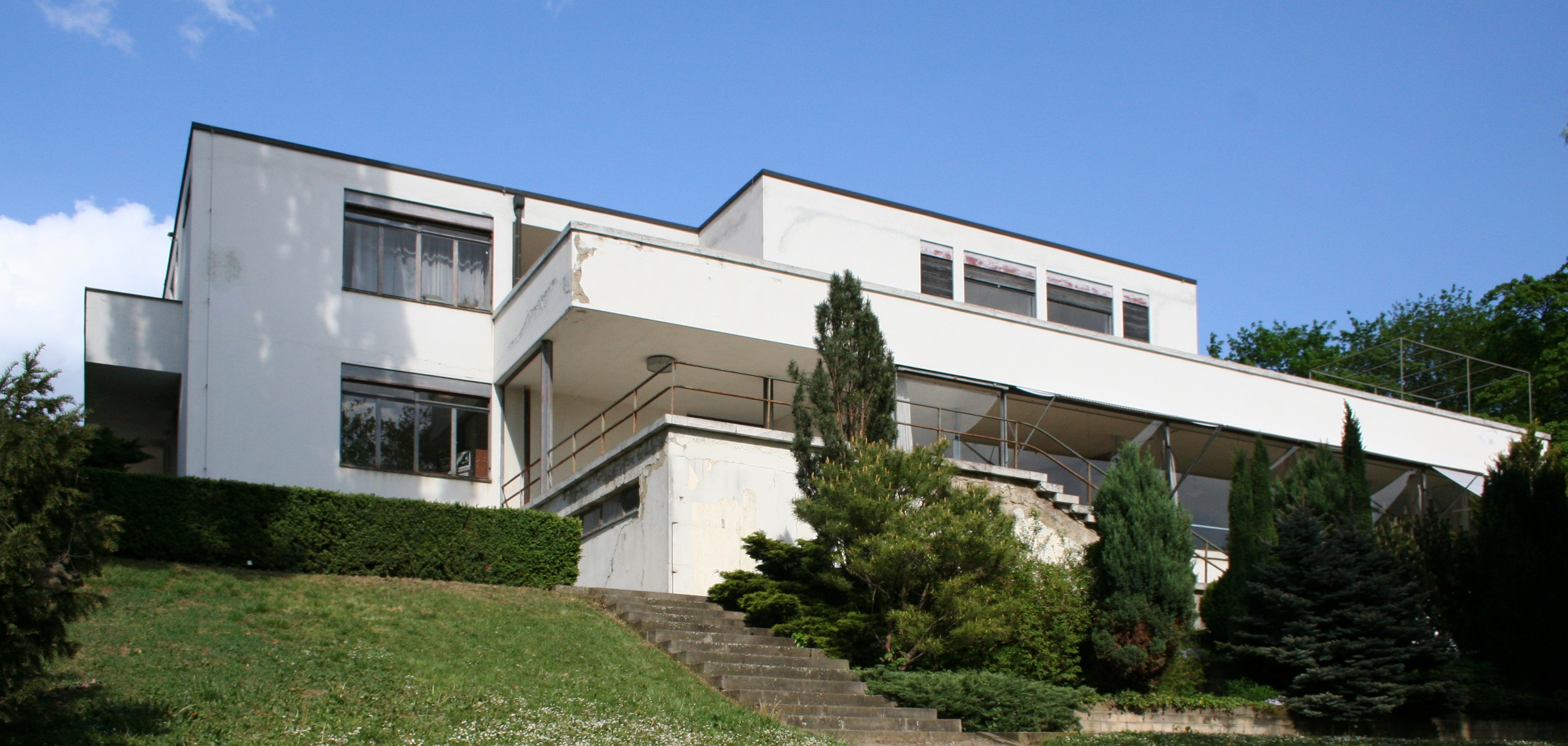
Вилла Тугендхат Людвига Миса ван дер Роэ (1928—1930)

Функционализм (нем. Funktionalismus, от лат. functio — выполнение, действие) — течение в западноевропейской, российской и американской архитектуре, оформлении интерьера и мебели начала XX века. Функционализм сформировался как часть интернационального модернизма и оформился в качестве самостоятельного течения в 1930-е годы. В рамках функционализма архитекторы стремились к решению конкретных утилитарных задач, следуя условной формуле: функция — конструкция — форма — качество. В то же время, многими исследователями функционализм рассматривается как концептуальное явление.

## Общая характеристика
Идеи западноевропейского функционализма сформировались как новая идеология строительства и были связаны с появлением новых материалов и строительных технологий. Принципы функционализма предполагают строгое соответствие зданий и сооружений протекающим в них производственным и бытовым процессам и их функциям (утилитарным, коммуникативным, социо-культурным).
Функционализм объединил концептуалистические и утилитарные векторы в архитектуре. В некоторых случаях рассматривается как условный синоним Интернационального стиля и архитектурного модернизма. Как архитектурная доктрина широко использовался в проектах советского модернизма.
Идейные принципы функционализма легли в основу идеологии урбанизма XX—XXI веков и новых методов планировки и городской застройки: План Вуазен в Париже (1925), Башни Айо в Нантере (1977), эксперименты Р. Бофиля 1980-х годов, секционные (капсульные) дома К. Курокавы, «строчная» застройка жилых кварталов.

## Предыстория
Истоки функционализма коренятся в традициях «рациональной архитектуры» традиционного английского дома, в деятельности У. Морриса и мастерских «Искусства и ремёсла», Венских мастерских Й. Хоффмана, Л. Бауэра и К. Мозера, теоретических взглядах Г. Мутезиуса и деятельности германского Веркбунда. Наиболее полно принципы функционализма были разработаны в Германии, в школе «Баухаус») и в Нидерландах, в объединении Де Стейл. Особое значение имели идеи Готфрида Земпера и его «Практической эстетики», творчества П. Беренса и О. Вагнера.
Функционализм позволял строить дома в зависимости от их предназначения, условий местности и требований окружающей среды. Например в Англии строительство высотных зданий преобладало на участках с большой плотностью населения. В то время как на окраинах более востребованным оставалось малоэтажное строительство в традициях английского дома (коттеджа). При этом учитывались особенности старой застройки и национальная специфика.

## Концепция функционализма

### Функционализм Леопольда Бауэра
Представитель рационалистического течения, австрийский архитектор Леопольд Бауэр (1872—1938), ученик Отто Вагнера, сформулировал принцип «абсолютной целесообразности», согласно которому соответствие внешней формы предмета его утилитарной функции создает «абсолютную красоту» («Verschiedene Skizzenentwurfe und Student», 1898). По теории Бауэра, все исторические художественные стили отражают относительное, изменяющееся со временем представление о прекрасном. Исключение составляет античное искусство, которое характеризуется идеальным равновесием прекрасного и полезного. В новое время истинно прекрасное — это целесообразное, поскольку в изменившихся условиях оно также интегрирует представления пользы и красоты.

### Герман Мутезиус и Немецкий Веркбунд
Последователем Бауэра в Германии был архитектор Герман Мутезиус (1861—1927). В 1896—1903 гг. он работал в Англии, изучал архитектуру традиционного английского дома. Участвовал в движении «Искусства и ремесла». В 1907 г. был среди основателей Немецкого Веркбунда.

### Адольф Лоос
В Австрии идеи функционализма исповедовал архитектор Адольф Лоос(1870—1933). Лоос не считал архитектуру художественным творчеством. Он выступал против «орнаментализма, фасадничества и внешней декоративности». В 1913 году он опубликовал статью «Орнамент и преступление» (статья написана в 1908 г.). Архитектор утверждал, что «всякое украшение есть детство человечества», которое должно быть преодолено, а орнамент — эротический символ, свойственный самой низкой ступени развития человека. Пуристская теория и практика А. Лооса оказали значительное воздействие на развитие архитектуры конструктивизма и функционализма. По признанию Ле Корбюзье, с появлением Лооса «кончился сентиментальный период» и наступила эра архитектурного пуризма. В 1912 г. А. Лоос основал независимую школу архитектуры в Вене. В 1921—1924 годах был главным архитектором Вены. Работал в Париже, Праге, Брно.

### Функционализм и Ле Корбюзье
Ле Корбюзье считается автором знаменитого лозунга функционализма: «Дом — это машина для жилья». На самом деле эти слова принадлежат итальянскому футуристу А. Сант-Элиа, однако, в первые десятилетия XX века они ещё не получили признания. В функционализме форма определяется только конструкцией, которая, в свою очередь, жестко обусловлена функцией. Подобная концепция предполагает, что определённой функции соответствует одна-единственная оптимальная (наиболее рациональная) форма. Эта идея была положена в основу технической эстетики и первого этапа развития классического, или, индустриального, дизайна. Искусство архитектуры, таким образом, подменяется исключительно утилитарным формообразованием, или архитектурным дизайном. Слово «искусство» в последующий период изгоняется из лексикона архитекторов и дизайнеров. Его заменяет термин «деловая», или «предметная», деятельность (нем. Sachlichkeit). В 1924 г. в Мюнхене, а затем в 1930 г. в Париже, проходила выставка промышленных изделий Веркбунда под названием «Форма без орнамента» («Form ohne Ornament»). Средоточием германского функционализма стали берлинская архитектурная мастерская П. Беренса и школа В. Гропиуса «Баухаус» в Ваймаре и Десау. Идеи их создателей получили развитие в Высшей школе формообразования в Ульме и её главного идеолога — Томаса Мальдонадо.
Идеи первого этапа развития эстетики функционализма сформулировал Ле Корбюзье: «Гармония — это не эстетическая категория, а исходное условие свободного функционирования любой вещи. Гармония как соответствие формы предмета своей функции позволяет каждой вещи обрести свободу движения и развития». Дом должен быть только «машиной для жилья», стул — «аппаратом для сидения», ваза — ёмкостью. Эти принципы в дальнейшем развивал Людвиг Мис ван дер Роэ, сначала в Берлине, а затем в архитектуре небоскрёбов Нового Света (сам ле Корбюзье от них отошёл, создавая «органическую архитектуру»). Новый «стиль Миса» назвали вскоре интернациональным, поскольку принципы функционализма исключали национальное своеобразие архитектуры

### Поздний функционализм
Функционализм также стал важным явлением в творчестве архитекторов А. Аалто, Э. Сааринена, Э. Мендельсона, Ф. Л. Райта. Его рассматривают как источник неопластицизма и «органической архитектуры», а в дизайне к стайлингу и арт-дизайну.

## Основные принципы
Ле Корбюзье сформулировал «пять принципов единства архитектуры и конструкции»:

1. Колонна должна стоять свободно в открытом пространстве.
2. Конструктивный каркас здания функционально не зависит от стены и внутренних перегородок.
3. Свободный план не зависит от конфигурации наружных стен.
4. Фасад определяется внутренней каркасной конструкцией здания.
5. Сад на крыше раскрывает пространство дома вверх.

На их основе формулируют пять конституирующих признаков функционализма, от которых, однако, многие архитекторы склонны были полностью или частично отступать:
- Преимущественное использование «чистых» геометрических форм: прямоугольника, квадрата, круга.
- Использование крупных нерасчленённых плоскостей одного материала, как правило, монолитного и сборного железобетона, стекла, реже — кирпича. Отсюда и преобладающая цветовая гамма — серый (цвет неоштукатуренного бетона), жёлтый (любимый цвет Ле Корбюзье) и белый. Отсутствие орнаментации и выступающих деталей, лишённых функционального назначения.
- Плоские, по возможности, эксплуатируемые кровли. От этой идеи Ле Корбюзье нередко отказывались «северные» функционалисты, строившие здания, способные противостоять сложным погодным условиям (см., например, Центральная больница Северной Карелии).
- Для промышленных, частично жилых и общественных зданий характерно расположение окон на фасаде в виде сплошных горизонтальных полос (так называемое «ленточное остекление»).
- Широкое использование образа «дома на пилонах»(maison sur pilotis), заключающегося в полном или частичном освобождении нижних этажей от стен и использовании пространства под зданием для общественных нужд.

## Функционализм и интернациональный стиль
Условную проблему представляет собой единство и разграничение Интернационального стиля и функционализма. Интернациональный стиль использовал многие элементы и концепции функциональной архитектуры. Тем не менее, Интернациональный стиль принято оценивать как более широкое явление и всеобъемлющее понятие, связанное с использованием универсальных форм. В некоторых случаях функционализм рассматривают не как синоним, а как частный случай Интернационального стиля.

## Функционализм как концептуальная программа
Критики обращают внимание, что функционализм как архитектурная система не всегда предполагал стремление к утилитарному стилю. Функционализм не подразумевал стремление к бытовому удобству. Исследователи полагают, что минималистический характер функционализма как в архитектуре, так и в дизайне, был продиктован стремлением к концептуальной форме, а не попыткой формирования прикладной системы. «Приоритет идеи позволял рассматривать функционализм как концепт, преобразуя практическую основу в идеологический формат». Функционализм подразумевал создание совершенных форм, где основной целью была концептуальная целостность, а не утилитарный комфорт. Совершенство и точность форм были более важной целью, нежели задачи прикладного толка. Понимание функционализма как концептуального явления заметно меняет представление о нём и заставляет рассматривать не столько как прикладной феномен, сколько как идеалистическую программу.

## Идеология и критика функционализма
Функционализм не является художественным стилем, это течение, философия и идеология, лишённые видимой связи с предшествующим развитием архитектуры. Сжатая формула функционализма — «форма определяется функцией» (Луис Салливан). В области жилой архитектуры заключена в знаменитом постулате Ле Корбюзье: «Дом — машина для жилья».
Критики концепции функционализма обычно говорят о «безликости», «серийности», «бездуховности», серости и искусственности бетона, угловатости параллелепипедов, грубости и минимализме внешней отделки, стерильности и бесчеловечной холодности кафельной плитки. Контраст между циклопизмом внешних размеров и микроскопическими внутренними помещениями и окнами часто делает дома этого стиля похожими на ульи.